# Halowe Mistrzostwa NCAA w Lekkoatletyce 2014
Halowe Mistrzostwa I Dywizji NCAA w Lekkoatletyce 2014 – zawody lekkoatletyczne, które odbyły się 14 i 15 marca 2014 w hali Albuquerque Convention Center w Albuquerque.

## Rezultaty
| NR – rekord kraju \| WL – najlepszy tegoroczny wynik na listach światowych |

### Mężczyźni
| Konkurencja:                      | 1. miejsce                                                                         | Rezultat  | 2. miejsce                                                                   | Rezultat  | 3. miejsce                                                                    | Rezultat  |
| Bieg na 60 metrów                 | Dentarius Locke                                                                    | 6,52      | Ryan Milus                                                                   | 6,57      | Diondre Batson                                                                | 6,58      |
| Bieg na 200 metrów                | Diondre Batson                                                                     | 20,32 WL  | Dedric Dukes                                                                 | 20,34     | Carvin Nkanata                                                                | 20,52     |
| Bieg na 400 metrów                | Deon Lendore                                                                       | 45,21     | Vernon Norwood                                                               | 45,46     | Arman Hall                                                                    | 45,52     |
| Bieg na 800 metrów                | Brandon McBride                                                                    | 1:48,17   | Edward Kemboi                                                                | 1:48,54   | Patrick Rono                                                                  | 1:49,04   |
| Bieg na milę                      | Anthony Rotich                                                                     | 4:02,54   | Lawi Lalang                                                                  | 4:02,81   | Mac Fleet                                                                     | 4:02,96   |
| Bieg na 3000 metrów               | Edward Cheserek                                                                    | 8:11,59   | Kirubel Erassa                                                               | 8:13,08   | Ben Saarel                                                                    | 8:13,45   |
| Bieg na 5000 metrów               | Edward Cheserek                                                                    | 13:46,67  | Lawi Lalang                                                                  | 13:52,83  | Parker Stinson                                                                | 13:54,46  |
| Bieg na 60 metrów przez płotki    | Omar McLeod                                                                        | 7,58      | Eddie Lovett                                                                 | 7,58      | Wayne Davis                                                                   | 7,61      |
| Skok wzwyż                        | James Harris                                                                       | 2,32      | Nick Ross                                                                    | 2,29      | Marcus Jackson                                                                | 2,29      |
| Skok o tyczce                     | Shawnacy Barber                                                                    | 5,75      | Sam Kendricks                                                                | 5,70      | Pauls Pujāts                                                                  | 5,50      |
| Skok w dal                        | Jarrion Lawson                                                                     | 8,39 WL   | Corey Crawford                                                               | 8,01      | Roelf Pienaar                                                                 | 7,80      |
| Trójskok                          | Felix Obi                                                                          | 16,59     | Mark Jackson                                                                 | 16,38     | Jonathan Reid                                                                 | 16,28     |
| Pchnięcie kulą                    | Ryan Crouser                                                                       | 21,21 WL  | Stephen Mozia                                                                | 20,06     | Bobby Grace                                                                   | 19,90     |
| Rzut ciężarkiem                   | Michael Lihrman                                                                    | 23,25     | Nick Miller                                                                  | 23,07     | Chukwuebuka Enekwechi                                                         | 22,49     |
| Siedmiobój                        | Curtis Beach                                                                       | 6190 pkt. | Maicel Uibo                                                                  | 6044 pkt. | Kevin Lazas                                                                   | 5973 pkt. |
| Sztafeta 4 × 400 metrów           | Louisiana State University Darrel Bush Quincy Downing Cyril Grayson Vernon Norwood | 3:04,10   | University of Nebraska-Lincoln Ricco Hall Cody Rush Drew Wiseman Levi Gipson | 3:05,25   | University of Arkansas Jarrion Lawson Neil Braddy Travis Southard Omar McLeod | 3:06,29   |
| Sztafeta 1200-400-800-1600 metrów | Stanford University Marco Bertolotti Steven Solomon Luke Lefebure Michael Atchoo   | 9:37,63   | University of Oregon Brett Johnson Marcus Chambers Boru Guyota Trevor Dunbar | 9:40,47   | Indiana University Jordan Gornall Derrick Morgan Tre Kinnaird Rorey Hunter    | 9:41,23   |

### Kobiety
| Konkurencja:                      | 1. miejsce                                                                                 | Rezultat  | 2. miejsce                                                                                | Rezultat  | 3. miejsce                                                                         | Rezultat  |
| Bieg na 60 metrów                 | Remona Burchell                                                                            | 7,11      | Dezerea Bryant                                                                            | 7,12      | Jasmine Todd                                                                       | 7,16      |
| Bieg na 200 metrów                | Dezerea Bryant                                                                             | 22,69     | Kyra Jefferson                                                                            | 22,79     | Mahagony Jones                                                                     | 22,83     |
| Bieg na 400 metrów                | Phyllis Francis                                                                            | 50,46 WL  | Ashley Spencer                                                                            | 51,71     | Shamier Little                                                                     | 51,96     |
| Bieg na 800 metrów                | Laura Roesler                                                                              | 2:03,85   | Savannah Camacho                                                                          | 2:05,53   | Kaela Edwards                                                                      | 2:05,72   |
| Bieg na milę                      | Emily Lipari                                                                               | 4:38,82   | Stephanie Brown                                                                           | 4:39,12   | Shelby Houlihan                                                                    | 4:39,52   |
| Bieg na 3000 metrów               | Abbey D’Agostino                                                                           | 9:14,47   | Dominique Scott                                                                           | 9:16,05   | Elinor Kirk                                                                        | 9:17,00   |
| Bieg na 5000 metrów               | Abbey D’Agostino                                                                           | 16:20,39  | Aisling Cuffe                                                                             | 16:22,48  | Kathy Kroeger                                                                      | 16:23,34  |
| Bieg na 60 metrów przez płotki    | Sharika Nelvis                                                                             | 7,93      | Tiffani McReynolds                                                                        | 7,93      | Jasmin Stowers                                                                     | 7,94      |
| Skok wzwyż                        | Leondia Kalenu                                                                             | 1,87      | Jeanelle Scheper                                                                          | 1,84      | Dior Delophont                                                                     | 1,84      |
| Skok o tyczce                     | Kaitlin Petrillose                                                                         | 4,60      | Emily Grove                                                                               | 4,45      | Annika Roloff                                                                      | 4,45      |
| Skok w dal                        | Lorraine Ugen                                                                              | 6,74      | Chanice Porter                                                                            | 6,34      | Rochelle Farquharson                                                               | 6,33      |
| Trójskok                          | Shanieka Thomas                                                                            | 13,97     | Marshay Ryan                                                                              | 13,42     | Lynnika Pitts                                                                      | 13,35     |
| Pchnięcie kulą                    | Christina Hillman                                                                          | 18,15     | Valentina Mužarić                                                                         | 17,89 NR  | Kearsten Peoples                                                                   | 17,30     |
| Rzut ciężarkiem                   | Brea Garrett                                                                               | 22,15     | Ida Storm                                                                                 | 21,90 NR  | Dani Bunch                                                                         | 21,81     |
| Pięciobój                         | Kendell Williams                                                                           | 4635 pkt. | Erica Bougard                                                                             | 4586 pkt. | Brittany Harrell                                                                   | 4287 pkt. |
| Sztafeta 4 × 400 metrów           | University of Oregon Chizoba Okodogbe Laura Roesler Christian Brennan Phyllis Francis      | 3:27,40   | University of Texas at Austin Briana Nelson Courtney Okolo Kendall Baisden Ashley Spencer | 3:27,42   | Texas A&M University Shmier Little Blessing Mayungbe Janeil Bellille Olivia Ekponé | 3:31,31   |
| Sztafeta 1200-400-800-1600 metrów | University of Arkansas Grace Heymsfield Chrishuna Williams Stephanie Brown Dominique Scott | 11:05,83  | Stanford University Amy Weissenbach Kristyn Williams Claudia Saunders Justine Fedronic    | 11:08,28  | University of Notre Dame Alexa Aragon Michelle Brown Daniela Aragon Kelly Curran   | 11:11,54  |

## Rekordy
Podczas zawodów ustanowiono 6 krajowych rekordów w hali w kategorii seniorów:
| Zawodnik              | Reprezentacja                        | Konkurencja                    | Rezultat |
| --------------------- | ------------------------------------ | ------------------------------ | -------- |
| Bruno Hortelano       | Hiszpania                            | bieg na 200 metrów             | 20,75    |
| Emmanuel Tugumisirize | Uganda                               | bieg na 400 metrów             | 46,22    |
| Eddie Lovett          | Wyspy Dziewicze Stanów Zjednoczonych | bieg na 60 metrów przez płotki | 7,57     |
| Diamara Planell       | Portoryko                            | skok o tyczce                  | 4,25     |
| Valentina Mužarić     | Chorwacja                            | pchnięcie kulą                 | 17,89    |
| Ida Storm             | Szwecja                              | rzut ciężarkiem                | 21,90    |